# بساتين (عاليه)

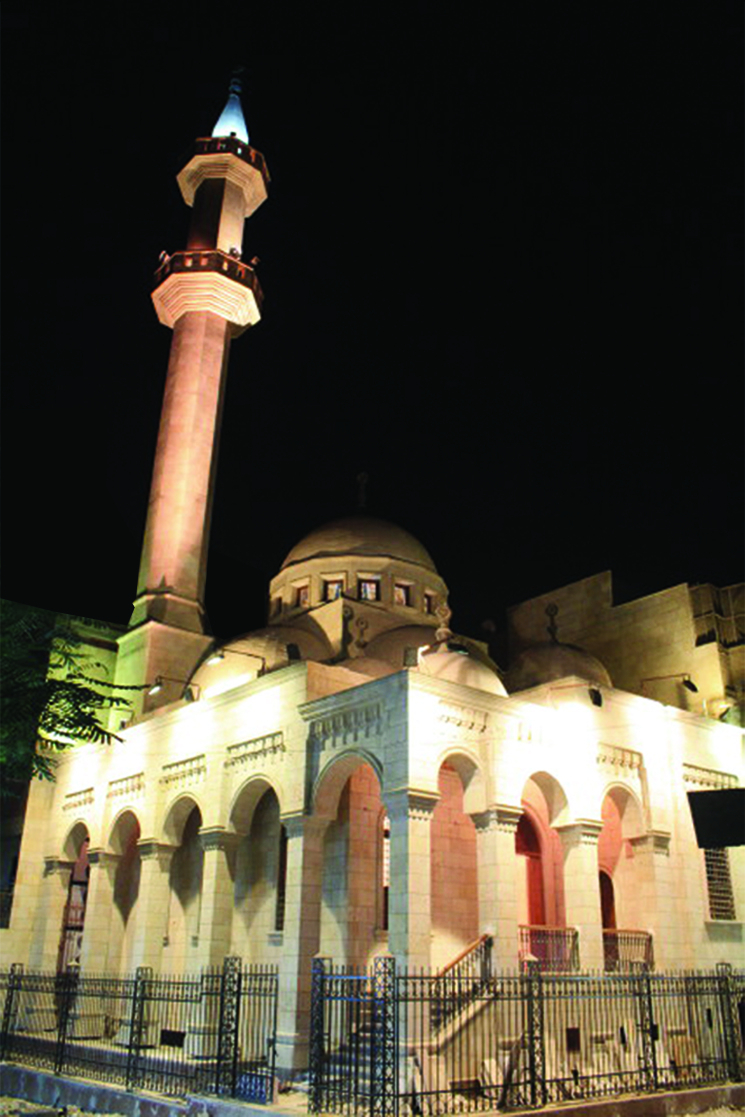
مسجد سلامة بالبساتين

بساتين  هي قرية لبنانية من قرى قضاء عاليه في محافظة جبل لبنان.